# Diplectrona moralesi
Diplectrona moralesi là một loài Trichoptera trong họ Hydropsychidae. Chúng phân bố ở miền Cổ bắc.